# 南山町 (名古屋市)
- 日本 > 愛知県 > 名古屋市 > 昭和区 > 南山町
- 日本 > 愛知県 > 名古屋市 > 瑞穂区 > 南山町

南山町（みなみやまちょう）は、愛知県名古屋市昭和区と瑞穂区にある町名。丁番を持たない単独町名である。住居表示未実施。

## 地理
名古屋市昭和区の南東部、瑞穂区の北東部に位置し、昭和区側の南東部と南山町の中の一部は広路町、北東は隼人町、北と北西は五軒家町、南西は汐見町・上山町、瑞穂区側の南は春山町に接する。

## 歴史

### 沿革
- 1931年（昭和6年）4月11日 - 中区広路町・弥富町の各一部より、同区南山町が成立[1]。
- 1937年（昭和12年）10月1日 - 行政区変更に伴い、昭和区所属となる[1]。
- 1944年（昭和19年）2月11日 - 行政区変更に伴い、一部が瑞穂区所属となる[1][2]。

## 世帯数と人口
2019年（平成31年）1月1日現在の世帯数と人口は以下の通りである。
| 区     | 町丁   | 世帯数  | 人口    |
| ------ | ------ | ------- | ------- |
| 昭和区 | 南山町 | 413世帯 | 799人   |
| 瑞穂区 | 南山町 | 117世帯 | 212人   |
| 計     | 計     | 530世帯 | 1,011人 |

## 学区
市立小・中学校に通う場合、学校等は以下の通りとなる。また、公立高等学校に通う場合の学区は以下の通りとなる。
| 区     | 番・番地等 | 小学校               | 中学校               | 高等学校 |
| ------ | ---------- | -------------------- | -------------------- | -------- |
| 昭和区 | 全域       | 名古屋市立八事小学校 | 名古屋市立駒方中学校 | 尾張学区 |
| 瑞穂区 | 全域       | 名古屋市立陽明小学校 | 名古屋市立汐路中学校 | 尾張学区 |

## 施設
- 南山幼稚園
- 南山ルンビニー園（幼保連携型認定こども園）
- カトリック南山教会
- 川原田家住宅 - 登録有形文化財。

## その他

### 日本郵便
- 集配担当する郵便局は以下の通りである[WEB 9]。

| 区     | 町丁   | 郵便番号 | 郵便局     |
| ------ | ------ | -------- | ---------- |
| 昭和区 | 南山町 | 466-0835 | 昭和郵便局 |
| 瑞穂区 | 南山町 | 467-0023 | 瑞穂郵便局 |

### WEB
1. 1 2  “町・丁目(大字)別、年齢(10歳階級)別公簿人口(全市・区別)”.   名古屋市 (2019年1月23日). 2019年1月23日閲覧。
2. 1 2  “郵便番号”.  日本郵便. 2019年1月6日閲覧。
3. 1 2  “郵便番号”.  日本郵便. 2019年1月6日閲覧。
4. ↑  “市外局番の一覧”.   総務省. 2019年1月6日閲覧。
5. ↑  “昭和区の町名一覧”.   名古屋市 (2015年10月21日). 2019年1月12日閲覧。
6. ↑  “瑞穂区の町名一覧”.   名古屋市 (2015年10月21日). 2019年1月12日閲覧。
7. ↑  “市立小・中学校の通学区域一覧”.   名古屋市 (2018年11月10日). 2019年1月14日閲覧。
8. ↑  “平成29年度以降の愛知県公立高等学校（全日制課程）入学者選抜における通学区域並びに群及びグループ分け案について”.   愛知県教育委員会 (2015年2月16日). 2019年1月14日閲覧。
9. ↑  郵便番号簿 平成29年度版 - 日本郵便. 2019年01月06日閲覧 (PDF)

### 書籍
1. 1 2 3 4  名古屋市計画局 1992, p. 793.
2. ↑  名古屋市計画局 1992, p. 803.